# كورميستا
كورميستا (Κορμίστα) هي مدينة في سيرري في مقاطعة فوريا إلادا في اليونان.